# ماركوس هيرلي
ماركوس هيرلي (Marcus Hurley) هو لاعب أولمبي لرياضة ركوب الدراجات من الولايات المتحدة. شارك في الأولمبياد الصيفي في 1904، وفاز بما مجموعه 5 ميداليات.

## الميداليات
| ذهب | فضة | برونز | المجموع |
| 4   | 0   | 1     | 5       |

## روابط خارجية
- ماركوس هيرلي على موقع أرشيف الدراجات (الإنجليزية)
- ماركوس هيرلي على موقع أوليمبيديا (الإنجليزية)